# János Tobler
János Tobler (27. nebo 29. září 1889 Sopron – ???) byl československý politik a meziválečný poslanec Národního shromáždění za Maďarsko-německou křesťansko-sociální stranu, později maďarský politik.

## Biografie
Před rokem 1918 působil jako odborový a politický aktivista křesťansko sociální orientace. Za první světové války sloužil v armádě. V roce 1918 odešel na přání Sándora Giessweina do Bratislavy a byl tam městským tajemníkem strany. Psal pro list Presburger Tagblatt. Pro protistátní činnost byl v roce 1920 vězněn v Ilavě. V roce 1920 patřil mezi zakladatele křesťansko-socialistické strany na Slovensku. Působil jako její generální tajemník.
V parlamentních volbách v roce 1920 získal za Maďarsko-německou křesťansko-sociální stranu mandát v Národním shromáždění. Mandát ale pozbyl roku 1921 poté, co nezískal osvědčení pro jeho potvrzení. Místo něj nakonec nastoupil na poslanecké křeslo Jindřich Daxer. Podle údajů k roku 1920 byl profesí tajemníkem svazu v Bratislavě. Kandidoval za maďarsko-německou kandidátní listinu. Projevy v parlamentu pronášel německy.
Ve 20. letech 20. století byl zbaven československého občanství a vysídlen do Maďarska, kde se angažoval v odborech. V letech 1926–1939 byl členem maďarského parlamentu. Byl aktivní v křesťansko sociálních odborech. Po odchodu z Československa se usadil v Pestszenterzsébet.